# DN29A
DN29A este un drum național din România, care leagă Suceava de Dorohoi și mai departe de Darabani și de Rădăuți-Prut, localitate aflată la granița cu Republica Moldova, lângă orașul Lipcani.